# Nekrolog 1935
Nekrolog
◄◄
| ◄
| 1931
| 1932
| 1933
| 1934
| 1935 | 1936 | 1937 | 1938 | 1939 | ► | ►►
1. Quartal |
2. Quartal |
3. Quartal |
4. Quartal 
Weitere Ereignisse | Allgemeiner Nekrolog 1935
Die Beschreibung der verstorbenen Person sollte so kurz wie möglich gehalten sein und nur deren signifikante Tätigkeit(en) enthalten.
Neue Namen ggf. auch unter dem Geburts- und Sterbedatum, also etwa unter 1. Januar und im Geburts- und Sterbejahr (2024) eintragen (nur bei entsprechender großer Wichtigkeit). Für Beispiele siehe die schon vorhandenen Artikel.
Außerdem über die fünf zuletzt Verstorbenen, zu denen es einen ausreichend guten Artikel für eine Präsentation auf der Hauptseite gibt, nach der todesbedingten Überarbeitung der Artikel ggf. auch unter Wikipedia Diskussion:Hauptseite informieren und sie am besten auch in den anderen Wikipedia-Sprachversionen eintragen. Tipp: Regelmäßig bei news.google.de nach „ist tot“, „gestorben“ oder „verstorben“ suchen.
Wenn eine Person gestorben ist, gibt es viele Seiten zu dieser Person in der Wikipedia, die davon auch betroffen sind und entsprechend aktualisiert werden müssen. Beispiele: Namenübersichtsseite, Geburtsjahr, Geburtsort-Seiten und viele mehr.
Wie finde ich die betroffenen Seiten?
Im Suchfeld auf der linken Seite gibt man den Suchbegriff so ein: „Vorname Nachname“. Dann klickt man auf Volltext und alle Seiten mit entsprechendem Suchtext werden aufgerufen. Hier sieht man dann schnell, wo auch das Todesjahr Sinn macht oder sogar ein Teil des Artikels angepasst werden muss. Auch hilft das „Werkzeug“ auf der linken Seite sehr gut, um solche Seiten aufzufinden: „Links auf diese Seite“. Somit ist die Wikipedia wieder aktuell in allen Bereichen! Hinweis: bei Eintragung der Kategorie „Gestorben JAHR“ wird der Missbrauchsfilter 49 ausgelöst, was jedoch nicht schlimm ist. Siehe: Spezial:Missbrauchsfilter/49
Dies ist eine Liste von im Jahr 1935 verstorbenen bekannten Persönlichkeiten. Die Einträge erfolgen innerhalb der einzelnen Daten alphabetisch sortiert. Tiere sind im Nekrolog für Tiere zu finden.
Die Liste ist nach Quartalen aufgeteilt:
- Nekrolog 1. Quartal 1935: Januar, Februar und März
- Nekrolog 2. Quartal 1935: April, Mai und Juni
- Nekrolog 3. Quartal 1935: Juli, August und September
- Nekrolog 4. Quartal 1935: Oktober, November und Dezember

## Datum unbekannt
| Tag | Name                                    | Beruf, bekannt als | Alter | Beleg |
| --- | --------------------------------------- | --- | ----- | ----- |
|     | Elenore Abbott                          | US-amerikanische Buchillustratorin, Bühnenbildnerin und Malerin                                                               |       |       |
|     | John Frederick Abercromby               | englischer Golfarchitekt |       |       |
|     | Emile Appay                             | französischer Landschaftsmaler und Aquarellist                                                                                |       |       |
|     | Guido Balzarini                         | italienischer Fechter |       |       |
|     | Henri Alphonse Barnoin                  | französischer Maler des Impressionismus                                                                                       |       |       |
|     | Ludwig Beer                             | deutscher Rechtswissenschaftler                                                                                               |       |       |
|     | Carlos Bianchi                          | argentinischer Sprinter |       |       |
|     | Alina Bondy-Glassowa                    | russisch-polnische Malerin |       |       |
|     | Dominik Brosick                         | österreichisch-tschechoslowakischer Maler                                                                                     |       |       |
|     | Alfred Brun                             | französischer Geiger, Musikpädagoge und Komponist                                                                             | ≈71   |       |
|     | Camilla von Bukovics                    | österreichische Theaterschauspielerin                                                                                         |       |       |
|     | Oshiro Chojo                            | japanischer Kampfkunstexperte des Karate und Kobudō                                                                           |       |       |
|     | José Clarin                             | philippinischer Politiker |       |       |
|     | Ludwig Cohn                             | deutscher Zoologe und Forschungsreisender in Neuguinea                                                                        |       |       |
|     | Charles Debbas                          | libanesischer Staatspräsident (1926–1934)                                                                                     |       |       |
|     | Fritz Doerr                             | deutscher Lederfabrikant |       |       |
|     | Clément Duval                           | französischer Anarchist, Krimineller und Buchautor                                                                            |       |       |
|     | Adolf Edel                              | deutscher Zeitungsverleger und Verfasser heimatkundlicher Schriften                                                           |       |       |
|     | Wilhelm Eich                            | deutscher Missionar in Deutsch-Südwestafrika                                                                                  |       |       |
|     | Theobald Engelhardt                     | US-amerikanischer Architekt                                                                                                   |       |       |
|     | Luigi Fabbri                            | italienischer Anarchist |       |       |
|     | Karl Finke                              | deutscher Tätowierer, Ringkämpfer und Schausteller                                                                            |       |       |
|     | Hans von Flotow                         | deutscher Diplomat und Unternehmer                                                                                            |       |       |
|     | Franz Fortmann                          | deutscher Jurist und Politiker (Zentrum), MdR                                                                                 |       |       |
|     | Ludwig Frank                            | Schweizer Arzt und Psychiater                                                                                                 |       |       |
|     | Ignacio Gallo                           | spanischer Bildhauer und Graveur                                                                                              |       |       |
|     | Max Gaulke                              | deutscher Jurist und Politiker (FVg), MdR                                                                                     |       |       |
|     | Gustav Gericke                          | deutscher Industrieller, Vorstandsmitglied im Deutschen Werkbund und Ratsherr von Delmenhorst                                 |       |       |
|     | Max Giese                               | deutscher Bauunternehmer und Erfinder                                                                                         |       |       |
|     | Robert Goldschmidt                      | belgischer Physiker |       |       |
|     | Hans Gregor                             | deutscher Lebensreformer und Funktionär der Reformhaus-Bewegung                                                               |       |       |
|     | Johannes Friedrich Guttzeit             | deutscher Naturphilosoph, Buchautor und Prediger                                                                              |       |       |
|     | Alfred Hamacher                         | deutscher Porträtmaler der Düsseldorfer Schule                                                                                |       |       |
|     | Nikolaj Hansen                          | grönländischer Landesrat | 43    |       |
|     | Franz Xaver Hoermann                    | deutscher Publizist, bayerischer Föderalist                                                                                   |       |       |
|     | Ernst Holtz                             | preußischer Landrat und Regierungspräsident                                                                                   |       |       |
|     | Hans Holtzbecher                        | deutscher Porträt- und Aktmaler                                                                                               |       |       |
|     | Henry Hunnings                          | britischer Ingenieur |       |       |
|     | Ernesto Icaza Sánchez                   | mexikanischer Maler |       |       |
|     | Sayed Kamal                             | Afghane, ermordete 1933 den afghanischen Gesandten in Berlin                                                                  |       |       |
|     | Emil Keck                               | deutscher Porträt- und Genremaler sowie Zeichner und Restaurator                                                              |       |       |
|     | Hugues Krafft                           | französischer Fotograf |       |       |
|     | Paul Kutscha                            | österreichischer Natur- und Marinemaler                                                                                       |       |       |
|     | Max Landois                             | deutscher Reichsgerichtsrat                                                                                                   |       |       |
|     | Joseph Lateiner                         | jiddischer Dramatiker |       |       |
|     | Hazel Lavery                            | irisch-amerikanische Erbin und Gesellschaftsdame in der Londoner Gesellschaft                                                 |       |       |
|     | Max Leeser                              | deutscher Bankier sowie Wirtschafts- und Kulturförderer                                                                       |       |       |
|     | José de Legorburu y Domínguez-Matamoros | spanischer Major, Schriftsteller, Dichter und Flugpionier                                                                     |       |       |
|     | Martiniano Leguizamón                   | argentinischer Schriftsteller                                                                                                 |       |       |
|     | Eugen Leidig                            | deutscher Jurist und Politiker (NLP, DVP), MdL                                                                                |       |       |
|     | Wilhelm Lenzmann                        | deutscher Jurist, Ministerialbeamter und Manager der deutschen Elektrizitätsindustrie                                         |       |       |
|     | Georg Levinsohn                         | deutscher Augenarzt |       |       |
|     | Marie Liebermann                        | österreichische Schriftstellerin                                                                                              |       |       |
|     | Liu Bojian                              | chinesischer Revolutionär |       |       |
|     | Richard Lohmann                         | deutscher Lehrer, Journalist und Politiker (SPD), MdL                                                                         |       |       |
|     | Arnold Lyongrün                         | deutscher Kunstmaler |       |       |
|     | Otto Marschall                          | deutscher Politiker |       |       |
|     | Edmund Massau                           | deutscher Landschaftsmaler |       |       |
|     | Sebastian Matzinger                     | deutscher Gymnasialprofessor und Politiker (Zentrum, BVP), MdR                                                                |       |       |
|     | Hugo Meixner                            | deutscher Arzt und Leiter des Medizinalwesens in Deutsch-Ostafrika                                                            |       |       |
|     | Loring Miner                            | Landarzt in Haskell County, Kansas                                                                                            |       |       |
|     | Gaston Moch                             | französischer Pazifist und Anhänger der Esperantobewegung                                                                     |       |       |
|     | Perham Wilhelm Nahl                     | US-amerikanischer Graveur, Maler, Lithograf, Illustrator und Hochschullehrer                                                  |       |       |
|     | John Nesbitt                            | US-amerikanischer Jazztrompeter, Komponist und Arrangeur                                                                      |       |       |
|     | Hermann Neufert                         | deutscher Pädagoge |       |       |
|     | Henri Oedenkoven                        | Begründer der Künstlerkolonie Monte Verità                                                                                    |       |       |
|     | Hassan Pirnia                           | iranischer Politiker und Ministerpräsident Irans                                                                              |       |       |
|     | Julia Platt                             | US-amerikanische Wirbeltierembryologin und Politikerin                                                                        |       |       |
|     | Wilhelm Poller                          | deutscher Sozialdemokrat, hauptamtlicher Parteisekretär                                                                       |       |       |
|     | Lita zu Putlitz                         | deutsche Schriftstellerin |       |       |
|     | Qu Qiubai                               | chinesischer Funktionär der Kommunistischen Partei                                                                            |       |       |
|     | Arnold Raapke                           | deutscher Verwaltungsbeamter und Richter                                                                                      |       |       |
|     | Otto Rabbethge                          | deutscher Landwirt und Zuckerfabrikbesitzer                                                                                   |       |       |
|     | Francis Rattenbury                      | britisch-kanadischer Architekt                                                                                                |       |       |
|     | Alfred Raum                             | deutscher Bildhauer |       |       |
|     | Jelka Rosen                             | französische Malerin und Schriftstellerin                                                                                     |       |       |
|     | Georges Louis Ruedin                    | Schweizer Uhrenfabrikant |       |       |
|     | Georg Sarnow                            | deutscher Konteradmiral der Kaiserlichen Marine                                                                               |       |       |
|     | Marshall Howard Saville                 | amerikanischer Altamerikanist                                                                                                 |       |       |
|     | Maximilian Schels                       | deutscher Maler und Grafiker                                                                                                  |       |       |
|     | Koharik Schirinian                      | armenische Schauspielerin |       |       |
|     | Walter Schmidt                          | deutscher Politiker (NSDAP), MdL, SA-Führer                                                                                   |       |       |
|     | Anton Schmitz                           | deutscher Tier- und Jagdmaler                                                                                                 |       |       |
|     | Karl Schulze                            | deutscher Boxer |       |       |
|     | Isaiah Shembe                           | Zulu-Prophet, Heiler und Kirchengründer                                                                                       |       |       |
|     | Thomas Slaney                           | englischer Fußballtrainer und Schriftführer                                                                                   |       |       |
|     | Jonas Jonsson Stadling                  | schwedischer Journalist und Schriftsteller                                                                                    |       |       |
|     | Julius Stockfleth                       | deutscher Zeichner und Maler                                                                                                  |       |       |
|     | Barbara Uffer                           | Schweizer Kindermädchen und Modell des Malers Giovanni Segantini                                                              |       |       |
|     | Heinrich Ludwig Urlichs                 | deutscher Klassischer Archäologe und Altphilologe                                                                             |       |       |
|     | Kazimierz Waliszewski                   | polnischer historischer Schriftsteller                                                                                        |       |       |
|     | Eva Watson-Schütze                      | amerikanische Malerin und Fotografin                                                                                          |       |       |
|     | Adolf Vogeler                           | deutscher Lehrer und Schriftsteller                                                                                           |       |       |
|     | John Henry Whitley                      | britischer Politiker (Liberal Party), Mitglied des House of Commons, Sprecher des House of Commons sowie Vorsitzender der BBC |       |       |
|     | Cornelis de Wolf                        | niederländischer Organist, Komponist und Musikpädagoge                                                                        |       |       |
|     | Alfred Woltz                            | deutscher Architekt |       |       |
|     | Joseph Würz                             | bayerischer Metzger und Politiker                                                                                             |       |       |